# Jean Maurice Perronet
Jean Maurice Perronet, francoski sabljač, * 1877, † 1950.
Sodeloval je na sabljaškem delu poletnih olimpijskih igrah leta 1896.